# Dramatical Murder
DRAMAtical Murder (яп. ドラマティカル マーダー дораматикару ма:да:) — компьютерная BL-игра в жанре «визуальный роман», разработанная и изданная компанией Nitro+CHiRAL. Впервые была выпущена 23 марта 2012 года для платформы Windows в качестве первого пресс-издания, обычное издание было выпущено 27 апреля 2012. Продолжение под названием DRAMAtical Murder Re:connect (яп. ドラマティカル マーダー リコネクト дораматикару ма:да: риконэкуто) издано для Windows, 26 апреля 2013 года. Адаптацией игры в виде аниме-сериала занялась студия NAZ, премьера состоялась 6 июля 2014 года. Также публикуется одноимённая манга в журнале B’s-Log Comic издательства Enterbrain.

## Сюжет
Действие происходит в недалёком будущем Японии на вымышленном острове Мидоридзима (яп. 碧島). Вскоре остров был приватизирован крупной компанией Тоэ (яп. 東江財閥 То:э дзайбацу) и превратился в курортный остров под названием «Платиновая тюрьма» (яп. プラチナ・ジェイル пуратина дзэйру), а все, кто жил раньше на этом острове, вынуждены существовать в качестве низшего слоя общества в «районе бывших жителей» (яп. 旧住民区 кю:-дзю:мин-ку). Главный герой, Аоба Сэрагаки, живёт на этом острове и работает в небольшом магазине Хэйбон (яп. 平凡), надеясь на спокойную и простую жизнь. Несмотря на это, Аоба не увлекается популярной виртуальной игрой «Ритм» (яп. ライム райму) (несмотря на то, что в последнее время она стала набирать популярность на острове), с собственным виртуальным миром и «помощниками» (яп. オールメイト о:ру мэйто), гаджетами, которые выглядят как домашние питомцы с искусственным интеллектом, а также другая игра, «Рибстиз» (яп. リブスティーズ рибусутидзу), представляющая собой рукопашный бой. Эти популярные среди молодёжи игры обрывают надежду Аобы на спокойную и мирную жизнь.

## Персонажи
- Аоба Сэрагаки (яп. 瀬良垣 蒼葉 Сэрагаки Аоба) — главный герой, от его лица ведётся действие игры. Ему 23 года. Аоба ответственный, дружелюбный и трудолюбивый парень. Работает неполный рабочий день в небольшом магазине поддержанных товаров «Хэйбон», живёт вместе со своей бабушкой Таэ на острове Мидоридзима. Добродушный и дружелюбный парень, который не откажется помочь, если его попросить об этом. Помощник Аобы — Рэн. В действительности Аоба — один из близнецов, родившихся в лаборатории. Вместе с братом, Сэем, он получил возможность управлять разумом людей с помощью голоса. При рождении их разделили, после чего Аобу забрала и вырастила (в неведении) Таэ, работавшая тогда в лаборатории, а Сэй достался Тоуэ, основателю одноимённой корпорации, который использовал его в своих экспериментах.

Сэйю: Ацуси Кисаити
- Рэн (яп. 蓮) — помощник Аобы, робот с искусственным интеллектом, который может принимать разные формы. Основная форма Рэна — собака, японский шпиц. Рэн принимает человеческую форму в «Ритме». Аоба считает Рэна своим товарищем и всегда поддерживает его. На самом деле Рэн является фрагментом личности Аобы. В детстве Рэн был воображаемым другом Аобы, созданным для его защиты от самого себя. Когда Аоба вырос, воображаемый друг больше не мог с ним общаться. Над сознанием хозяина нависла угроза, но Рэн нашёл выход, появившись в сознании робота-помощника. Однажды в «Ритм» Аоба чуть не уничтожил сознание Рэна, но Вирус и Трип стёрли этот день из их памяти, подстроив произошедшие под несчастный случай. После этого Рэн утратил осознание того, кем он был. После основных событий сознание Рэна покинуло тело робота-помощника, но появилось уже в теле Сэя.

Сэйю: Рёта Такэути
- Кодзяку' (яп. 紅雀 Ко:дзяку) — друг детства Аобы, который жил на острове вместе с матерью. Имеет много татуировок на спине. Сейчас он работает парикмахером, очень популярен среди девушек. Лидер группы в Риб под названием «Бэнисигурэ». Кодзяку часто заходит в гости к Аобе и любит пробовать приготовленную Таэ еду. Его помощник — Бэни.

Сэйю: Хироки Такахаси
- Нойз (яп. ノイズ Нойдзу) — информационный посредник Райма, основатель собственной группы «Ruff Rabbit». 19 лет. Хорошо владеет программированием, хакерством. Его тело покрыто пирсингом. Тело Нойза, за исключением языка, не имеет способности чувствовать физическую боль и осязание, поэтому он участвовал в множестве боёв из-за того, что не мог понять человеческую боль. Семья Нойза живёт в Германии, и им принадлежит большая компания. Любит пиццу и пасту. Помощник — Усагимодоки. После проникновения Аобы в его разум снова начал чувствовать физическую боль.

Сэйю: Сатоси Хино
- Минк (яп. ミンク Минку) — лидер группы в Риб под названием «Scratch», его группа состоит из бывших тюремных заключённых. С окружающими чаще всего ведёт себя грубо, за невыполнение заданий жестоко наказывает своих подчинённых. Хорошо владеет обеими руками, амбидекстр. Его помощник — Тори.

Сэйю: Кэнъитиро Масуда
- Клиа (яп. クリア Куриа) — странный парень, первое появление которого — падение с неба. Зовёт Аобу «хозяином», всегда носит на лице две маски, чтобы скрыть свою личность, одна из них — противогаз. Из своих карманов может вытащить случайный предмет. Любит петь песню про медуз. Клиа не понимает людей, имеет странные привычки и не знает правил поведения в обществе. Нередко можно наблюдать, как он гуляет по свалкам или раскрывает зонтик в ясную погоду. Клиа очень удивляется, когда Аоба говорит ему, что это неправильно. Позже выясняется, что Клиа — робот, созданный компанией Тоуэ по подобию Аобы и Сэя для управления людьми. Он был прототипом, но получился бракованным, из-за чего должен был быть уничтожен. Но человек, отвечавший за уничтожение Клиа, не смог этого сделать, поэтому забрал его с собой и сбежал из Тоуэ. Имеет двух младших братьев — Альф, являющихся его клонами. Своим голосом может создавать резонанс, который выводит Альф из строя.

Сэйю: Масатомо Накадзава